# 小行星11571
小行星11571（11571 Daens）是一颗绕太阳运转的小行星，为主小行星带小行星。该小行星于1993年7月发现。

## 轨道参数
小行星11571的轨道半长轴为3.0679608 UA，离心率为0.239。